# Maurice Bouchor
Maurice Bouchor, (París, 18 de novembre de 1855 - 18 de gener de 1929), va ser un poeta i dramaturg francès.
Va néixer a París. Va publicar successivament Chansons joyeuses (1874), Poèmes de l'amour et de la mer (1875), Le Faust moderne (1878) en prosa i vers, i Les Contes parisiens (1880) en vers. El seu Aurore (1883) va mostrar una tendència al misticisme religiós, que va aconseguir la seva màxima expressió en Les Symboles (1888; nova sèrie, 1895), la més interessant de les seves obres. Va contribuir al setmanari satíric Le Courrier français.
Bouchor (el seu germà, Joseph-Félix Bouchor, nascut el 1853, esdevingué conegut com a artista) va ser un escultor i poeta, i va dissenyar i treballar les figures utilitzades en les seves peces com marionetes, i les paraules que es reciten o canten darrere de les escenes. Aquests drames en miniatura sobre temes religiosos, Tobie (1889), Noel (1890) i Sainte Cécile (1892), van ser produïts a París al Théâtre des Marionnettes. Un drama de vers d'un acte de Bouchor, Conte de Noël, va ser interpretat al Théâtre Français el 1895, però Dieu le veut (1888) no es va produir mai. Juntament amb el músic Julien Tiersot (1857), va fer esforços per preservar les cançons populars franceses i va publicar Chants populaires pour les écoles (1897).